# عباس الدوري
هو الإمام المحدّث الثقة الناقد العباس بن محمد بن حاتم الدوري البغدادي، المُكنّى أبو الفضل, من أصل خراساني أحد أئمة أهل الحديث، صاحب الإمام أحمد بن حنبل، ويحيى بن معين، وأبي داود الطيالسي، قال عنه الأصم : لم أرَ في مشايخي أحسن حديثاً مِنه، وُلد في بغداد سنة 185 للهجرة، وتوفي فيها سنة 271 للهجرة.

## سمع الحديث من
- شبابة بن سوار
- عبيد الله بن موسى
- هاشم بن القاسم
- يعقوب بن إبراهيم بن سعد
- يحيى بن معين
- الحسن بن موسى الأشيب
- حسين بن علي الجعفي
- محمد بن بشر
- جعفر بن عون
- أبو داود الطيالسي
- عبد الوهّاب بن عطاء
- يحيى بن أبي بكير

## حدث عنه الحديث
- أصحاب السنن الأربعة (الترمذي، النسائي، محمد بن ماجه، أبو داود)
- ابن صاعد
- إسماعيل الصفار
- حمزة بن محمد الدهقاني
- أبو العباس الأصم
- أبو عوانة
- أبو بكر بن زياد
- أبو جعفر بن البختري